# Штрассера, Хулио
Хулио Сезар Штрассера (исп. Julio César Strassera; 18 сентября 1933, Комодоро-Ривадавия, Чубут, Аргентина — 27 февраля 2015, Буэнос-Айрес, Аргентина) — аргентинский юрист, известный в первую очередь как главный обвинитель во время суда над хунтой в 1985 году. Стал главным героем художественного фильма «Аргентина, 1985» (2022).

## Биография
Хулио Сезар Штрассера родился в 1933 году в Комодоро-Ривадавия, в провинции Чубут на юге Аргентины. Он окончил Университет Буэнос-Айреса и в 1963 году получил степень доктора права. В 1976 году Штрассера занял должность секретаря федерального суда, а вскоре после этого стал федеральным прокурором. Его деятельность на этом посту совпала с «Грязной войной», когда пришедшая к власти военная хунта пыталась самыми жёсткими способами подавить инакомыслие. В прокуратуру поступало множество заявлений, связанных с нарушениями прав человека, но Штрассера не дал хода большинству из них.
В 1981 году Штрассеру назначили судьёй в уголовном суде, что он расценил как явное понижение в должности. Однако в 1983 году, когда к власти пришло демократическое правительство, Штрассера снова стал федеральным прокурором. Именно ему министр юстиции поручил выступить в суде над членами хунты в качестве главного обвинителя. Процесс прошёл в 1985 году, и уже на предварительной стадии обвинение столкнулось с серьёзными трудностями из-за угроз и давления на свидетелей.
В общей сложности во время судебного процесса были заслушаны 280 дел, дали показания 833 свидетеля (в их числе был писатель Хорхе Луис Борхес). При этом список обвиняемых был сокращён до девяти имён руководителей хунты. Свою заключительную речь 18 сентября 1985 года Штрассера закончил словами: «Я хочу отказаться от каких-либо претензий на оригинальность при закрытии этого ходатайства. Я хочу использовать фразу, которая не является моей собственной, потому что она уже принадлежит всему аргентинскому народу. Ваша честь: Никогда больше!».
Двое обвиняемых получили пожизненные сроки, ещё трое были приговорены к непродолжительному тюремному заключению, а четверо — оправданы. Большинство оставшихся дел было впоследствии закрыто, а первые осуждённые получили помилования в 1989—1990 годах. Это привело к значительному общественному разочарованию. Штрассера после помилования осуждённых оставил государственную службу и вступил в Ассамблею по правам человека — одну из крупнейших правозащитных организаций Аргентины.
Поведение Штрассеры в последующие годы было довольно противоречивым. В 2005 году он защищал мэра Буэнос-Айреса Анибаля Ибарру, когда его пытались подвергнуть импичменту из-за пожара в ночном клубе «Республика Кроманьон». Позже Штрассера стал ярым противником киршнеризма, хотя президент Нестор Киршнер отменил амнистию для участников «Грязной войны». Штрассера выступал против запроса об экстрадиции бывшего президента Исабели Перон, которая в своё время, возможно, инициировала массовый террор, и намекал, что Киршнер способствовал судебным процессам против обвиняемых офицеров, преследуя свои интересы. Сторонники Киршнера в ответ заявляли, что Штрассера ничего не делал для защиты законности во время военной диктатуры и что его обличения, звучавшие в 1985 году, были всего лишь притворством.
Хулио Штрасера умер 16 февраля 2015 года в больнице Сан-Камилло в Буэнос-Айресе.